# Этноцид
Этноци́д (от греч. ἔθνος — народ и лат. caedo — убиваю) — политика уничтожения национальной идентичности, самосознания народа.
Этноцид может проводиться как через политику ассимиляции, так и в процессе становления новых наций через уничтожение или изменение самосознания старых (или их части).
Народы, ставшие жертвами этноцида, обычно теряют историческую память или значительную её часть (см. манкурты), в ряде случаев также своё самоназвание, язык, культуру, вероисповедание, и ассимилируются либо занимают подчинённое, угнетённое положение в отношении тех, кто подверг их этноциду.
Иногда этноцидом называют физическое уничтожение именно по этническому признаку, чтобы подчеркнуть этот аспект (например, в связи с истреблением нескольких десятков тысяч индейцев в штате Мату-Гросу, Бразилия) на 39-м Всеамериканском конгрессе по индейцам 9 июля 1970 года в Лиме.
Разные авторы используют термин в разном смысле.
В определении геноцида, данном ООН, говорится о «предумышленном создании для какой-либо группы таких жизненных условий, которые рассчитаны на полное или частичное физическое уничтожение её».
Сознательная политика ассимиляции не является физическим уничтожением людей, но результат её проведения для национальных меньшинств, особенно малочисленных, всё тот же: сокращение (вплоть до полного исчезновения) числа людей, считающих себя принадлежащих к какой-либо национальной группе. Если же при этом применялись какие-либо меры, рассчитанные на предотвращение деторождения в среде такой группы, то такие действия напрямую подпадают под определение именно геноцида, согласно резолюции ООН (260 А (III). Статья II, пункт d).